# 貢多林
在托爾金（J. R. R. Tolkien）的小說裡，貢多林（Gondolin）是隱蔽的精靈城市，於第一紀元由特剛（Turgon）和其子民修築。貢多林是昆雅語「昂督林迪」（Ondolindë）譯成辛達林語的名稱。
《貢多林的陷落》一書中記述了貢多林被黑暗力量毀滅的經過。

## 總覽
貢多林是貝爾蘭（Beleriand）精靈中最美麗最宏偉的城市，城牆高而潔白，階梯光滑潔淨。城裡的塔樓高聳堅固，亦滿佈噴泉，足以與維林諾（Valinor）諾多族原居的提理安（Tirion）媲美。在王的高塔前，图尔巩親自打造了兩株樹，如往昔逝去的雙聖樹模樣，金樹稱為葛林高（Glingal），銀樹則名為貝爾希爾（Belthil）。
貢多林除了有山脈天險的保護外，通往外面的乾河密道也佈置了嚴密的防禦。特剛在通往城市的路上於歐發赫·埃柯爾（Orfalch Echor）建立了七重大門守護貢多林，由第一道至第七道分別以木、石、銅、鐵、銀、金、鋼所造。另外貢多林的城牆也十分堅固，軍備也十分齊全，組成了嚴密的防禦。不過最後嚴密的防禦都因石居者的大意輕心與來自內部的背叛而被魔苟斯（Morgorth）的大軍擊破。

## 七名之城
貢多林的名號有許多，其中最受居民喜歡的名字就是貢多林（Gondolin）這名。貢多林一名為辛達林語，源於昆雅語的昂督林迪（Ondolindë），兩者均解作「水中音樂的岩石」 The Rock of the Music of the Water。
在《失落的傳說之書》裡，貢多林的另外名字包括：
1. Gondobar，「磐石之城」
2. Gondothlimbar，「石居者之城」
3. Gar Thurion，「隱秘之地」
4. Gwarestrin，「守衛之塔」
5. Loth，「花」
6. Lothengriol，「盛開在平原上的鮮花」

## 地理
在《精靈寶鑽》的詳述中，烏歐牟（Ulmo）在特剛的夢中展示了貢多林存在的景象。之後在內佛瑞斯特（Nevrast）的海岸，烏歐牟向特剛現身，告知他倘拉登谷（Tumladen）的地點。在這神聖的指示下，特剛從他的王國出外尋找，終於找到那地點。
貢多林位於多索尼安（Dorthonion）以西，西瑞安河（River Sirion）以東的艾可瑞亞斯（Echoriath）內。艾可瑞亞斯既高且危險，多懸崖，北面只有一條危險崎嶇的狹道，索隆阿赫裂口（Cirith Thoronath）可供通行。山的北部也蘊含豐富的鐵礦礦脈，稱為安格哈巴礦脈（Anghabar），梅格林經常在那裡開礦鑄鐵。另外芬國昐（Fingolfin）殞落後，索隆多把他的屍體帶到艾可瑞亞斯的山北埋葬。山南的克瑞沙格林（Crissaegrim）群峰裡隱居著曼威（Manwë）的大鷹。
倘拉登谷是一塊圓形的平地，四面都有險峻的山壁，並有峽谷及地下坑道。遠古時倘拉登谷是一座大湖，地下坑道原是一條西瑞安河支流的河道，不過那河早已乾涸。在倘拉登谷的中央有一座險峻的山丘，稱為葛威瑞斯山丘（Amon Gwareth）。特剛在這裡就建立了貢多林。葛威瑞斯的北面是稱為卡拉督爾（Caragdûr）的懸崖，在那裡伊奧（Eöl）被處死。

## 居民
貢多林的居民都是精靈，除了圖爾一人和其子埃蘭迪爾例外。圖爾是哈多族的伊甸人，胡爾與瑞安之子，迎娶了特剛之女伊綴爾公主，生下了半精靈（Half-elven）埃蘭迪爾。另外貢多林附近的山峰上也有巨鷹築巢居住。
貢多林的精靈主要分為十二家族：
1. 飛燕家族（House of the Swallow），他們是貢多林最佳的弓箭手。由Duilin 統領，他在城牆上防守時被炎魔的火鞭打中，墜地而死。
2. 彩虹家族（House of the Heavenly Arch），最富有亦是最擅於箭術的家族。由艾加摩斯（Egalmoth）統領，他生還於貢多林防衛戰中。
3. 樑柱家族（House of the Pillar），由Penlod 統領，他在巷戰中身亡。
4. 雪塔家族（House of the Tower of Snow），也由Penlod 統領。
5. 綠樹家族（House of the Tree），用狼牙棒與投石索作武器。由加爾多（Galdor）統領，他生還於貢多林防衛戰中。
6. 金花家族（House of the Golden Flower），由葛羅芬戴爾 Glorfindel 統領，他在索隆阿赫缺口與炎魔同歸而盡。
7. 湧泉家族（House of the Fountain），負責防守貢多林的七重大門，進軍時會吹著風笛。由艾克希里昂（Ecthelion）統領，他在城中與炎魔之王勾斯魔格同歸而盡。
8. 豎琴家族（House of the Harp），擁有最多的音樂家。由Salgant 統領，他的下落不明，可能燒死或被擄作奴隸。
9. 怒錘家族（House of the Hammer of Wrath），人數最多且最英勇，大多成員是鐵匠和手工藝人，以及逃離魔苟斯奴役的精靈。由Rog 統領，最後全部戰死。
10. 白羽家族（House of the White Wings），是特剛王的護衛。由圖爾（Tuor）統領，他生還於貢多林防衛戰中。
11. 鼴鼠家族（House of the Mole），由最有技藝的挖礦者和鐵匠所組成。由梅格林（Maeglin）統領，他背叛了貢多林，被圖爾從城牆拋下而死。
12. 王之家族（House of the King），由城主特剛（Turgon）統領。他的高塔被攻陷摧毀時，特剛死於崩塌中。

另外住在城中的著名精靈尚有特剛之女伊綴爾（Idril）及其子航海家埃蘭迪爾（Eärendil）、特剛之妹白公主雅瑞希爾（Aredhel）、貢多林派去尋找維林諾的使者之一沃朗威（Voronwë）、勒苟拉斯（Legolas，並非指《魔戒三部曲》中的瑟蘭督伊之子；此處是指聖樹家族的一名同名斥候）、著名珠寶匠Enerdhil，凱勒布理鵬的師父，埃蘭迪爾和亞拉岡佩戴的精靈寶石的製造者（另一版本指亞拉岡那枚寶石是由凱勒布理鵬製作）。巨鷹之王索隆多（Thorondor）也住在克瑞沙格林群峰中。

## 歷史
特剛及他的子民在阿格烈瑞伯戰役（Dagor Aglareb）後秘密建造貢多林。52年後貢多林竣工，特剛的子民逐漸遷入貢多林裡面。貢多林的保密工作做得很好，直到第四戰役以後魔苟斯才得知到有貢多林的存在。
特剛原本將城市命名為昂督林迪（Ondolindë），其後改為辛達林語的名稱。因為貢多林與外界隔絕，故此語言發展上貢多林逐漸衍生出一種方言，與中土通行的辛達林語稍有不同。
貢多林屹立了約400年，是一眾精靈王國中抵抗最久、陷落時最慘烈的一個。在貢多林建立了200年後，諾多族的白公主雅瑞希爾（Aredhel）因為厭倦貢多林而離開。她與伊奧成婚，誕下兒子梅格林。後來雅瑞希爾與兒子逃回貢多林，伊奧緊隨其後。悲劇發生，伊奧誤殺了雅瑞希爾，而他則被特剛下令處死。梅格林自此留居貢多林，成為貢多林一位領主和國王信任的顧問。
第四戰役後安格班之圍（Siege of Angband）被攻破，特剛開始擔心，於是派人前往西瑞安河口造船，希望找到維林諾，但終告失敗。期間胡林與胡爾（Huor）被巨鷹送入城內，因為他們被邪惡追趕而迷失在丁巴爾（Dimbar）的曠野。第五戰役裡，特剛率一萬部隊出戰，可是魔苟斯最後取得勝利，特剛在戰場上繼承諾多族最高君王之位後撤退。及後圖爾奉烏歐牟的指示，在沃朗威（Voronwë）的陪伴下進入了貢多林，傳達警告，但特剛未有接受烏歐牟的勸喻。在特剛不清楚之下，被魔苟斯釋放的胡林（Húrin）不慎洩露了貢多林的大概位置，故此敵人在環抱山脈佈下許多探子和爪牙，希望獲取更多關於貢多林的情報。

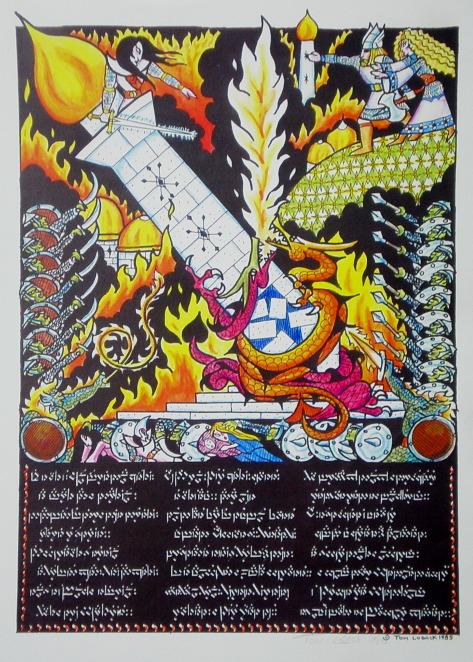
貢多林之役時，特剛所在的高塔倒塌。

在埃蘭迪爾（Eärendil）出生後不久，梅格林在探礦時被魔苟斯的部下俘獲，他被押到安格班。因著他對圖爾的嫉妒和對公主伊綴爾（Idril）的渴望，加上酷刑削弱他的意志，他終於作出背叛親族的行為，向魔苟斯供出貢多林的位置和實力，換取貢多林的治權和佔有伊綴爾。魔苟斯的軍隊戰勝了周邊險峻的地理環境和防禦工事，他們並沒有通過密道，而是越過貢多林北面的山脈攻擊貢多林。北面山脈因山高險峻而警備極少，貢多林結果在大意加上背叛下遭到攻擊。
在夏至（Gates of Summer）之日貢多林遭到徹底圍困。敵軍在倘拉登谷內佈下天羅地網，更派出極為壯觀的軍容攻城，包括大量火龍、炎魔、惡狼與半獸人。精靈們決意死守，他們的頑強抵抗讓大量炎魔和火龍陣亡，這戰死去的半獸人比起以往戰役的總和還多。可是貢多林還是最終被攻破，精靈承受極為慘重的傷亡，連城主特剛也戰歿於巷戰中，只剩下極少數的居民逃離貢多林，貢多林自此覆滅。

## 資料來源
1. ↑  Foster, Robert. . Random House. 1978 [1971]. ISBN 0-345-27547-0.
2. ↑  柯林·杜瑞茲. . 臺北: 啟示出版. 2004年6月. ISBN 986-7470-03-6.
3. ↑  黃衍方. . 上報. 2018-04-11  [2019-04-02]. （原始内容存档于2021-04-24）.
4. 1 2 3  《精靈寶鑽》 2002年 聯經初版翻譯 第十六章《梅格林》
5. 1 2 3 4  《精靈寶鑽》 2002年 聯經初版翻譯 第二十三章《圖爾與貢多林的陷落》
6. ↑  《精靈寶鑽》 2002年 聯經初版翻譯 第二十二章《多瑞亞斯的毀滅》
7. ↑  《中土世界的歷史》 失落的故事第二部 《貢多林的陷落》

## 外部連結
- The Fall of Gondolin (unfinished) （页面存档备份，存于）, and Detailed information on the Twelve Houses of the Gondothlim （页面存档备份，存于）